# ألفي بيتس
ألفي بيتس (بالإنجليزية: Alfie Bates) هو لاعب كرة قدم بريطاني في مركز الوسط، ولد في 3 مايو 2001 في كوفنتري في المملكة المتحدة. لعب مع برمنغهام سيتي ونادي والسول.